# Okres Dunaújváros
Okres Dunaújváros (maďarsky Dunaújvárosi járás) je okres v Maďarsku v župě Fejér. Jeho správním centrem je město Dunaújváros.

## Sídla
V okrese se nachází celkem 4 města a 12 obcí.
Adony, Baracs, Beloiannisz, Besnyő, Daruszentmiklós, Dunaújváros, Előszállás, Iváncsa, Kisapostag, Kulcs, Mezőfalva, Nagykarácsony, Nagyvenyim, Perkáta, Pusztaszabolcs, Rácalmás